# Съвършена конкуренция
Съвършена конкуренция е понятие в икономиката, което означава пълно отсъствие на съперничество между отделните производители.
При съвършена конкуренция обикновено има много производители, всеки от който предлага един и същ вид стоки или услуги – няма диференциация на продукта. Освен това продавачът и купувачът нямат влияние върху пазарната цена.
Съвършената конкуренция е теоретична пазарна структура с няколко характеристики. Икономистите, изучаващи макроикономика и микроикономика, могат да използват тези идеални конструкции като индикативни показатели за сравнение на функционирането на действителни пазари:
- Хомогенни продукти: При перфектна конкуренция всички фирми произвеждат един и същ продукт, което го превръща в стока. Основните аспекти на продукта са съвместими, включително цялостното качество.
- Приемащи цените: Пазарната цена е равна на пределните производствени разходи и никоя фирма няма властта да изисква повече. Другите фирми ще подбиват всяка фирма, която налага по-високи цени. Пазарното търсене е стабилно в дългосрочен план, така че всички производители имат сходен пазарен дял.
- Рентабилност: Въпреки че може да има краткосрочни печалби за отделни фирми, които по-бързо излизат на пазара, дългосрочното равновесие на пазарите, характеризиращи се със съвършена конкуренция, означава, че в крайна сметка нито една фирма не реализира икономическа печалба. Новите производители, които навлизат на пазара, намаляват кривата на търсенето и никоя фирма не е в състояние да увеличи цените на продуктите, за да поддържа печалби.
- Отсъствие на бариери: Няма препятствия за влизане в или излизане от перфектна конкуренция. Всяка стартираща фирма може да бъде конкурентна фирма, като произвежда продукта при същите пределни разходи като другите. Освен това напускането на пазара не носи разходи за производителите.
- Рационални купувачи: На този теоретичен пазар всички купувачи правят рационални покупки, за да увеличат максимално икономическата си полза и да търсят по-ниска цена. Освен това тези купувачи имат пълната информация за продуктите, които купуват, което означава, че знаят ценовите пунктове на различни фирми.
- Мобилни ресурси: Трудът и капиталът, участващи в перфектна конкуренция, са мобилни и могат да се движат, където е необходимо или пожелаят, без свързани разходи.
- Регулиране: В един напълно конкурентен пазар процесът на производство, продажба или използване на стоки не засяга никоя трета страна. Следователно няма нужда от държавно лицензиране или регулиране.[3]